# Werfer-Länderkampf der Frauen 1987 Bulgarien – BR Deutschland / BR Deutschland – Ungarn
| 3./4. Leichtathletik-Länderkampf mit bundesdeutscher Beteiligung 1987 | 3./4. Leichtathletik-Länderkampf mit bundesdeutscher Beteiligung 1987 |
| --------------------------------------------------------------------- | --------------------------------------------------------------------- |
|                                                                       |                                                                       |
| Werfervergleich der Frauen: Bulgarien – BR Deutschland – Ungarn       |                                                                       |
| Austragungsort                                                        | Plowdiw                                                               |
| Wettbewerbe                                                           | 4                                                                     |
| Datum                                                                 | 16. Mai                                                               |
| 1. BGR 2. FRG                                                         | 40 Punkte 25 Punkte                                                   |
| 1. FRG 1. HUN                                                         | 33 Punkte                                                             |
| Chronik                                                               |                                                                       |
| ← BGR-FRG/FRG-HUN 00Werfer (M)                                        | FRG-SWE-SUI-HUN (M) →                                                 |

Auch der dritte und vierte Vergleich des Länderkampfjahres 1987 wurden wie die Länderkämpfe eins und zwei in einer Veranstaltung mit drei Ländern ausgetragen, in denen jeweils zwei Länder getrennt untereinander gewertet wurden. Dazu traten die Werferinnen der drei Länder Bundesrepublik Deutschland, Bulgarien und Ungarn parallel zu ihren männlichen Kollegen gegeneinander an. Veranstaltungsort am 16. Mai war wie bei den Männern mit Plowdiw die zweitgrößte Stadt Bulgariens. Sowohl gegen Bulgarien als auch gegen Ungarn hatte es zuvor noch keine offiziell gewerteten Begegnungen der Werferinnen gegeben. Allerdings hatte 1972 ein kombinierter Wettkampf der Hochspringerinnen und Werferinnen stattgefunden, dessen inoffizielle Teilbereichswertung für die Kategorie Wurf/Stoß an die Bundesrepublik Deutschland gegangen war. Außerdem hatte 1974 ein Aufeinandertreffen der Springerinnen und Werferinnen stattgefunden, in dem Ungarn auch im nicht offiziell gewerteten Teilbereich Wurf/Stoß mehr Punkte erzielt hatte als die Bundesrepublik.

## Modus
Ausgetragen wurden die drei damals olympischen Frauenwettbewerbe aus dem Bereich Wurf/Stoß. Je Land und Wettbewerb starteten drei Teilnehmerinnen. Die jeweils Erstplatzierte eines Länderkampfs erhielt sieben Punkte, für Rang zwei wurden fünf Punkte vergeben, für Rang drei vier Punkte, für Rang vier drei Punkte usw.

## Ergebnis
Die Einzelwertung des Diskuswurfs ging im Aufeinandertreffen mit Bulgarien an die Bundesrepublik. Die beiden anderen Disziplinen dieser Begegnung entschieden die bulgarischen Vertreterinnen jeweils knapp für sich. In der Begegnung mit Ungarn errangen die bundesdeutschen Kugelstoßerinnen einen deutlichen Sieg. Im Speerwurf lagen dagegen die Ungarinnen klar vorn. Den Diskuswurf verbuchte Ungarn knapp für sich. So mussten die bundesdeutschen Vertreterinnen im Länderkampf gegen Bulgarien mit 25 zu vierzig Punkten eine herbe Niederlage einstecken. Gegen Ungarn gab es mit 33 zu 33 Punkten eines der in einem Leichtathletikländerkampf ganz seltenen Unentschieden.

## Resultate

### Kugelstoßen
| Platz | Athlet                  | Land | Weite (m) | Länderkampfwertung | Länderkampfwertung |
| ----- | ----------------------- | ---- | --------- | ------------------ | ------------------ |
| 1     | Svetla Mitkova-Sınırtaş | BGR  | 19,07     | 1. BGR 2. FRG      | 12 P 10 P          |
| 2     | Stephanie Storp         | FRG  | 18,56     | 1. BGR 2. FRG      | 12 P 10 P          |
| 3     | Werschinija Wesselinowa | BGR  | 18,46     | 1. BGR 2. FRG      | 12 P 10 P          |
| 4     | Sabine Kruse            | FRG  | 17,78     | 1. BGR 2. FRG      | 12 P 10 P          |
| 5     | Viktoria Horváth        | HUN  | 17,66     | 1. FRG 2. HUN      | 15 P 07 P          |
| 6     | Mechthild Schönleber    | FRG  | 17,37     | 1. FRG 2. HUN      | 15 P 07 P          |
| 7     | Stainol Brorolschne     | HUN  | 17,00     | 1. FRG 2. HUN      | 15 P 07 P          |
| 8     | Miglena Meleschkowa     | BGR  | 16,66     | 1. FRG 2. HUN      | 15 P 07 P          |
| 9     | Tünde Elekes            | HUN  | 15,80     | 1. FRG 2. HUN      | 15 P 07 P          |

### Diskuswurf
| Platz | Athlet                  | Land | Weite (m) | Länderkampfwertung | Länderkampfwertung |
| ----- | ----------------------- | ---- | --------- | ------------------ | ------------------ |
| 1     | Zwetanka Christowa      | BGR  | 68,66     | 1. BGR 2. FRG      | 16 P 06 P          |
| 2     | Svetla Mitkova-Sınırtaş | BGR  | 64,60     | 1. BGR 2. FRG      | 16 P 06 P          |
| 3     | Stefenia Simowa         | BGR  | 60,90     | 1. BGR 2. FRG      | 16 P 06 P          |
| 4     | Agnes Herszeg           | HUN  | 57,88     | 1. BGR 2. FRG      | 16 P 06 P          |
| 5     | Doris Gutewort          | FRG  | 57,06     | 1. HUN 2. FRG      | 12 P 10 P          |
| 6     | Dagmar Galler           | FRG  | 56,62     | 1. HUN 2. FRG      | 12 P 10 P          |
| 7     | Katalin Tóth            | HUN  | 54,34     | 1. HUN 2. FRG      | 12 P 10 P          |
| 8     | Maria Zolani            | HUN  | 53,38     | 1. HUN 2. FRG      | 12 P 10 P          |
| 9     | Ursula Kreutel          | FRG  | 52,34     | 1. HUN 2. FRG      | 12 P 10 P          |

### Speerwurf
| Platz | Athlet            | Land | Weite (m) | Länderkampfwertung | Länderkampfwertung |
| ----- | ----------------- | ---- | --------- | ------------------ | ------------------ |
| 1     | Katalin Hartai    | HUN  | 61,68     | 1. BGR 2. FRG      | 12 P 10 P          |
| 2     | Brigitte Graune   | FRG  | 60,98     | 1. BGR 2. FRG      | 12 P 10 P          |
| 3     | Éva Budavári      | HUN  | 57,36     | 1. BGR 2. FRG      | 12 P 10 P          |
| 4     | Ibolia Torma      | HUN  | 56,60     | 1. BGR 2. FRG      | 12 P 10 P          |
| 5     | Ivanka Wantschewa | BGR  | 54,40     | 1. HUN 2. FRG      | 14 P 08 P          |
| 6     | Jana Nikolowa     | BGR  | 54,22     | 1. HUN 2. FRG      | 14 P 08 P          |
| 7     | Stoja Rahinschewa | BGR  | 52,74     | 1. HUN 2. FRG      | 14 P 08 P          |
| 8     | Rita Knoll        | FRG  | 51,58     | 1. HUN 2. FRG      | 14 P 08 P          |
| 9     | Katja Hausmann    | FRG  | 47,32     | 1. HUN 2. FRG      | 14 P 08 P          |